# Тын (Сарыагашский район)
Тын (каз. Тың) — село в Сарыагашском районе Туркестанской области Казахстана. Входит в состав Жемистинского сельского округа. Код КАТО — 515457200.

## Население
В 1999 году население села составляло 1093 человека (523 мужчины и 570 женщин). По данным переписи 2009 года, в селе проживал 1001 человек (509 мужчин и 492 женщины).